# Andrzej Witkowski (paleontolog)
Andrzej Witkowski (ur. 11 października 1955 w Jagodnem, zm. 17 września 2023) – polski profesor nauk o Ziemi, hydrobiolog, członek korespondent Wydziału Nauk Ścisłych i Nauk o Ziemi Polskiej Akademii Nauk od 2010. Wykładowca i pracownik naukowy w Instytucie Nauk o Morzu i Środowisku na Wydziale Nauk o Ziemi Uniwersytetu Szczecińskiego, a także Instytutu Morskiego w Gdańsku. Specjalizował się w zagadnieniach z zakresu geologii morza, paleoekologii oraz paleontologii.
Tytuł magistra w dziedzinie geologii stratygraficzno-poszukiwawczej i geologii morza uzyskał w 1979, doktoryzował się dziesięć lat później na Uniwersytecie Warszawskim. Habilitację uzyskał w 1994 na Wydziale Biologii, Geografii i Oceanologii Uniwersytetu Gdańskiego, pisząc rozprawę zatytułowaną Recent and fossil, diatom flora of the Gulf of Gdańsk, Southern Baltic Sea. Tytuł profesora nauk o Ziemi nadano mu w 2001. Zainteresowania badawcze profesora Witkowskiego obejmowały między innymi fykologię – naukę o glonach, w szczególności okrzemkach. Brał udział w tworzeniu kluczy do oznaczania gatunków fitoplanktonu i fitobentosu jezior i rzek. 

## Wybrane publikacje naukowe
Andrzej Witkowski był autorem lub współautorem m.in. następujących publikacji naukowych:
- (1995): Diatom taxa of unusual frustule structure belonging to the genus Fragilaria[10]
- (2001): Hydrographic thresholds in the western Baltic Sea: Late Quaternary geology and the Dana River concept[11]
- (2002): A multi-proxy study of Pliocene sediments from Île de France, North-East Greenland[12]
- (2003): Rare and new small-celled taxa of Navicula s. str. in the Gulf of Gdansk and in its freshwater affluents[13]

- (2004): Palaeoenvironmental changes in the area of the Szczecin Lagoon (the south western Baltic Sea) as recorded from diatoms[14]
- (2005): Darss Sill as a biological border in the fossil record of the Baltic Sea: evidence from diatoms[15]
- (2009): Nupela matrioschka sp. nov., Nupela thurstonensis comb. nov. and Nupela neogracillima comb. and nom. nov., (Bacillariophyceae): critical analysis of their morphology[16]
- (2010): Diatom flora of San Francisco Bay and vicinity. I. New species in the genus Navicula Bory sensu stricto[17]
- (2012): Reinterpretation of two diatom species from the West Greenland margin — Thalassiosira kushirensis and Thalassiosira antarctica var. borealis — hydrological consequences[18]
- (2013): Gliwiczia gen. nov. a new monoraphid diatom genus from Lake Baikal with a description of four species new for science[19]

- (2015): Simonsenia aveniformis sp. nov. (Bacillariophyceae), molecular phylogeny and systematics of the genus and a new type of canal raphe system[20]
- (2018): The morphology and molecular phylogenetics of some marine diatom taxa within the Fragilariaceae, including twenty undescribed species and their relationship to Nanofrustulum, Opephora and Pseudostaurosira[21]

## Nagrody i wyróżnienia
Profesor Andrzej Witkowski za swoją działalność naukową został wyróżniony między innymi:
- Nagrodą Ministerstwa Edukacji Narodowej
- Nagrodą Naukową im. Stanisława Staszica Wydziału Nauk o Ziemi i Nauk Górniczych PAN
- Srebrnym Krzyżem Zasługi
- Krzyżem Kawalerskim Orderu Odrodzenia Polski